# Bomi County
Bomi County är en region i Liberia. Den ligger i den västra delen av landet, 50 km norr om huvudstaden Monrovia. Antalet invånare var 133 705 vid folkräkningen 2022. Arean är 1 932 kvadratkilometer.

## Styre och politik
Bomi County delas in i fyra administrativa distrikt, fem hövdingadömen och 18 klaner.
Administrativa distrikt: Klay, Dewien, Suehn Mecca och Senjeh.
Hövdingadömen: Klay, Deygbo, Blugbah, Senjeh och Suehn Mecca.
Klaner: Gbojay, Gbore, Upper Mecca, Lower Mecca, Upper Zor, Lower Zor, Gbarvon, Kpitia, Mohfah, Deygbo, Tehr, Kpo, Goblah, Manna, Upper Togay, Lower Togay, Zepeh och Manoah.
Tubmanburg är countyts huvudstad.